# Robinia
Robinia là một chi thực vật có hoa trong họ Đậu.

## Các loài
(*: không được xem là riêng biệt bởi hầu hết tác giả)
- Robinia boyntonii *
- Robinia elliottii *
- Robinia hartwigii[2] * (đồng nghĩa R. viscosa var. hartwegii[3] hay hartwigii[4])
- Robinia hispida
- Robinia kelseyi *
- Robinia luxurians *
- Robinia nana *
- Robinia neomexicana
- Robinia pseudoacacia
- Robinia viscosa
- †Robinia zirkelii[5]

### Loài lai
- Robinia × ambigua (R. pseudoacacia × R. viscosa)
- Robinia × holdtii (R. neomexicana × R. pseudoacacia)
- Robinia × longiloba (R. hispida × R. viscosa)
- Robinia × margarettiae (R. hispida × R. pseudoacacia)

## Hình ảnh

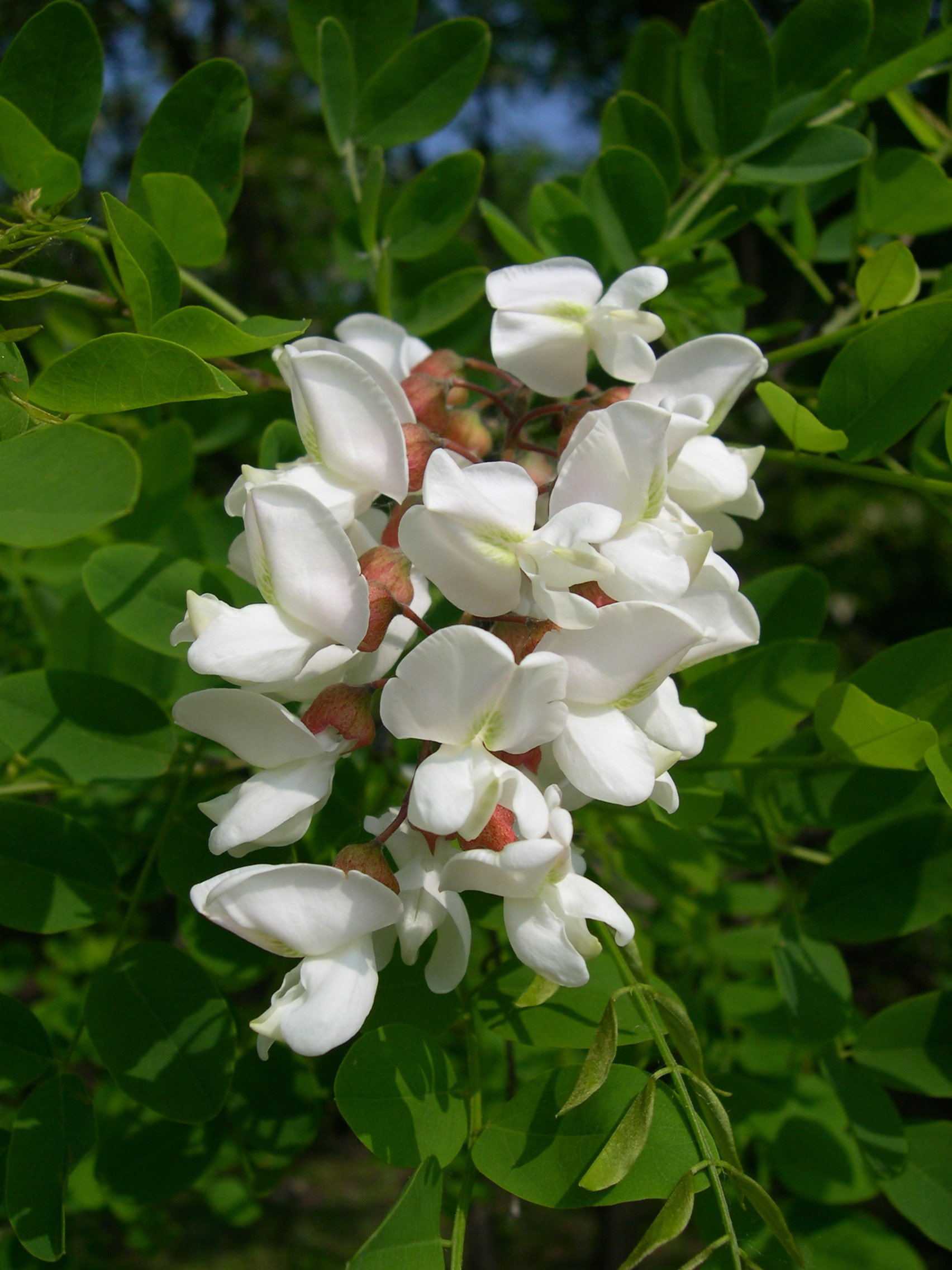
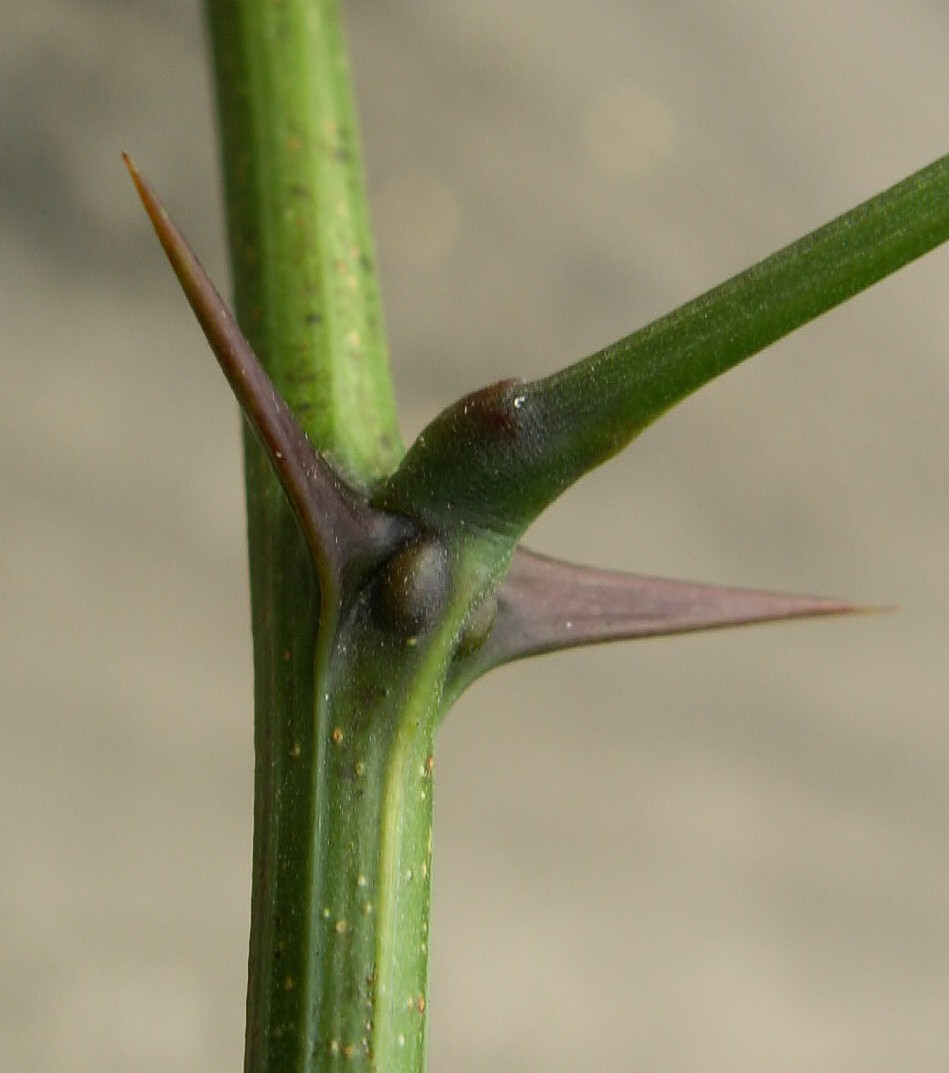
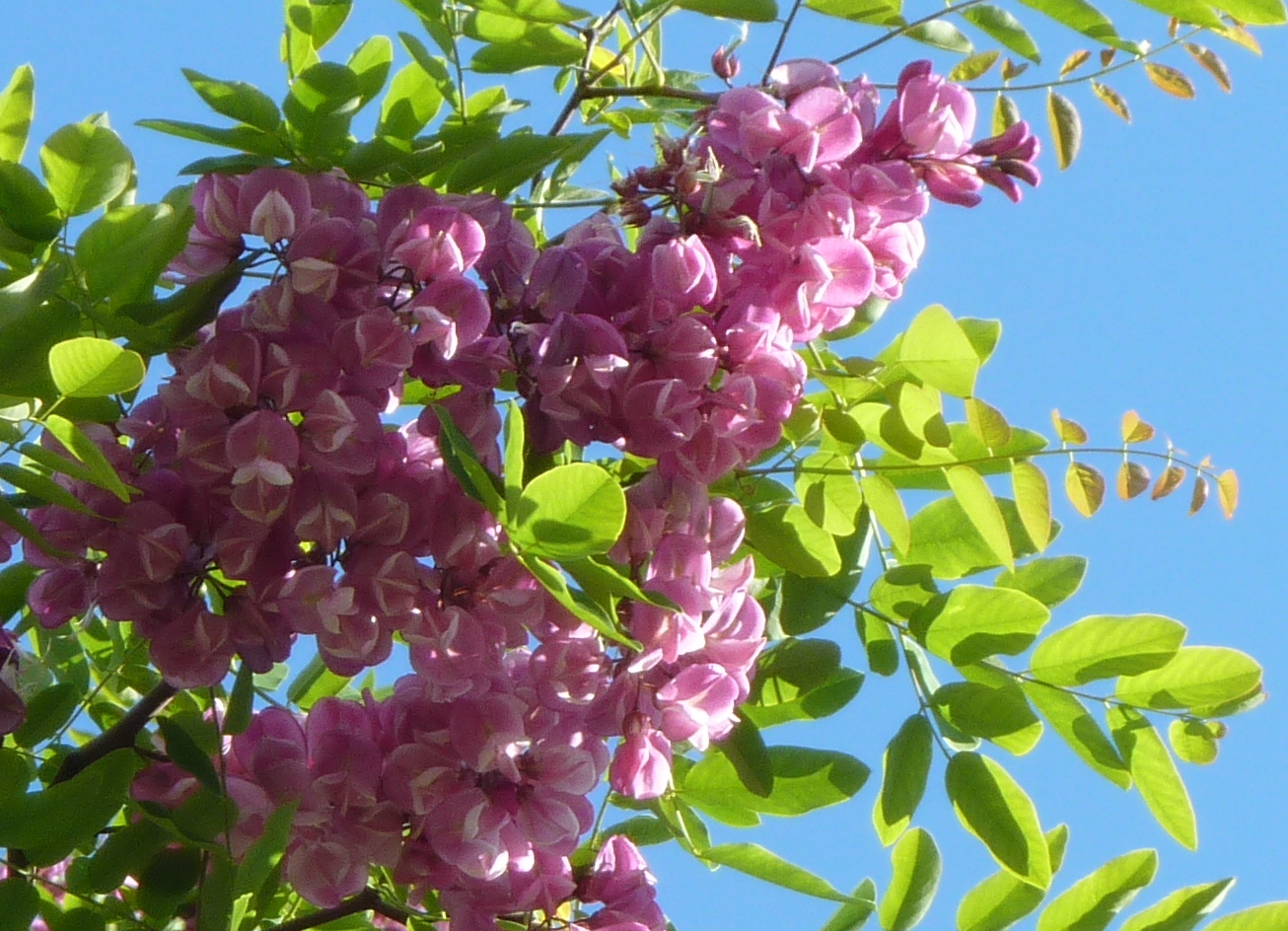